# 파트리크 판 안홀트
파트릭 판안홀트(네덜란드어: Patrick van Aanholt, 1990년 8월 29일 ~ )는 네덜란드의 축구 선수이다. 현재 소속팀은 PSV이며, 포지션은 래프트 백이다.